# STS-58
STS-58 byla patnáctá mise raketoplánu Columbia. Celkem se jednalo o 57. misi raketoplánu do vesmíru. Cílem letu byl let laboratoře Spacelab SLS-2.

## Posádka
- John E. Blaha (4) velitel
- Richard A. Searfoss (1) pilot
- M. Rhea Seddonová (3) velitel užitečného zatížení
- William S. McArthur (1) letový specialista 2
- David A. Wolf (1) letový specialista 3
- Shannon W. Lucidová (4) letový specialista 4
- Martin Joseph Fettman (1) specialista pro užitečné zatížení 1

V závorkách je uveden dosavadní počet letů do vesmíru včetně této mise.